# Ботини (Пескара)
Ботини (итал. Bottini) је насеље у Италији у округу Пескара, региону Абруцо.
Према процени из 2011. у насељу је живело 38 становника. Насеље се налази на надморској висини од 248 м.